# Catazajá
Catazajá est une municipalité du Chiapas, au Mexique. Elle couvre une superficie de 621 km2 et compte 17 065 habitants en 2015.